# 62 de l'Àguila
62 de l'Àguila (62 Aquilae) és una estrella de la constel·lació de l'Àguila situada a uns 427 anys llum del Sol. Té una magnitud aparent de 5,67.